# 정영주 (1971년)
정영주(1971년 5월 23일 ~ )는 대한민국의 뮤지컬 배우이다.

## 학력
- 서울예술전문대학 극작과 전문학사 (졸업)
- 명지대학교 성악과 (졸업)

## 출연 작품

### 앨범
- 《부족한 점 (트롤 송)  보관됨 2014-04-27 - 웨이백 머신》 - 영화 《겨울왕국》 OST 한국어 더빙버전(2014년 2월 24일)
- 《바로 여기야》, 《나는 모아나(조상의 노래)》 - 영화 《모아나》 OST 한국어 더빙버전(2017년 1월 13일)

### 연극
- 2011년 《버자이너 모놀로그》

### 뮤지컬
- 1994년 《나는 스타가 될거야》
- 1995년 《명성황후》 박상궁 역
- 1997년 《넌센스》 원장수녀 역
- 1998년 《명성황후》 박상궁 역
- 1999년 《락 햄릿》 오필리어 역
- 2000년 《드라큘라》 세요정 역
- 2001년 《페임》 메이블워싱턴 역
- 2002년 《더 플레이》, 《에브리원 세즈 아이 러브 유》 고모 역
- 2003년 《왕과 나》 티앙부인 역, 《그리스》 리조 역, 《킹 앤 아이》 티앙 역
- 《미녀와 야수》 워드롭 역 - LG아트센터 (2004.08.08 ~ 2005.01.23)
- 《뱃보이》 메레디스 역 - 대학로 문화공간 필링 1관 (2005.08.11 ~ 2005.11.06)
- 《맘마미아》 로지 역 - 예술의전당 오페라극장 (2006.06.15 ~ 2006.09.10)
- 《메노포즈》 전업 주부 (44세~48세) 역 - 두산아트센터 연강홀 (2006.09.08 ~ 2006.11.12)
- 《동키쇼》 헬렌 역 - 대학로 익스트림씨어터 2관 (2007.04.25 ~ 2008.01.06)
- 《댄싱 섀도우》 - 예술의전당 오페라극장 (2007.07.08 ~ 2007.08.26)
- 《맘마미아》 로지 역 - 샤롯데씨어터 (2007.12.11 ~ 2008.05.14)
- 《루나틱》 굿닥터 역 - 세종문화회관 M씨어터 (2008.07.08 ~ 2008.08.29)
- 《제너두》 멜포메네 역 - 두산아트센터 연강홀 (2008.09.09 ~ 2008.11.23)
- 《슈퍼루나틱 - 신도림》 굿닥터 역 - 신도림 프라임아트홀 (2008.10.31 ~ 2009.01.04)
- 《맘마미아》 로지 역 - 대구 계명아트센터 (2008.11.20 ~ 2009.01.04)
- 《루나틱》 굿닥터 역 - 루나틱전용관 (구 JH홀) (2008.12.05 ~ 2009.06.21)
- 《제너두》 멜포메네 역 - 고양 어울림누리 어울림극장 (2008.12.18 ~ 2008.12.20)
- 《제너두》 멜포메네 역 - 부산문화회관 대극장 (2008.12.27 ~ 2008.12.28)
- 《맘마미아》 로지 역 - 국립극장 해오름극장 (2009.06.20 ~ 2009.07.23)
- 《오페라의 유령》 마담 지리 역 - 샤롯데씨어터 (2009.09.23 ~ 2010.08.08)
- 《빌리 엘리어트》 윌퀸슨 선생님 역 - 엘지아트센터 (2010.08.13 ~ 2011.02.27)
- 《뮤지컬 모차르트》 베버부인 역 - 성남아트센터 오페라하우스 (2011.05.24 ~ 2011.07.03)
- 《톡식히어로》 시장, 멜빈엄마, 수녀 역 - 아트원씨어터 1관 (2011.07.30 ~ 2011.10.16)
- 《넌센세이션》 하버트 수녀 역 - 이화여자대학교 삼성홀 (2011.10.18 ~ 2011.12.18)
- 《버자이너 모놀로그》 - 충무아트홀 소극장 블루 (2011.12.02 ~ 2012.02.10)
- 《넌센세이션 - 광주》 하버트 수녀 역 - 광주문화예술회관 대극장 (2011.12.24 ~ 2011.12.25)
- 《넌센세이션 - 전주》 하버트 수녀 역 - 한국소리문화의전당 모악당 (2011.12.30 ~ 2011.12.31)
- 《넌센세이션 -용인》 하버트 수녀 역 - 용인시 여성회관 큰어울마당 (2012.01.14 ~ 2012.01.15)
- 《넌센세이션 - 순천》 하버트 수녀 역 - 순천문화예술회관 (2012.02.11 ~ 2012.02.12)
- 《넌센세이션 - 제주》 하버트 수녀 역 - 제주아트센터 (2012.02.24 ~ 2012.02.26)
- 《서편제》 동호 모 역 - 유니버설아트센터 (2012.03.02 ~ 2012.04.22)
- 《헤어스프레이》 모터마우스 역 - 충무아트홀 대극장 (2012.06.13 ~ 2012.08.05)
- 《2012 서울뮤지컬페스티벌 - The SMF 갈라쇼》 - 충무아트홀 대극장 (2012.08.13)
- 《쌍화별곡》 요석공주, 선묘낭자 어머니 역 - 유니버설아트센터 (2012.09.11 ~ 2012.09.30)
- 《쌍화별곡 - 부산》 요석공주, 선묘낭자 어머니 역 - MBC 롯데아트홀 (2012.10.06 ~ 2012.10.07)
- 《쌍화별곡 - 대구》 요석공주, 선묘낭자 어머니 역 - 천마아트센터 그랜드홀 (2012.10.20 ~ 2012.10.21)
- 《리걸리 블론드》 폴렛 역 - 코엑스아티움 현대아트홀 (2012.11.17 ~ 2013.03.17)
- 《2013 서울뮤지컬페스티벌 폐막갈라쇼》 - 충무아트홀 (2013.08.12)
- 《메디컬 루나틱》 굿닥터 역 - 호원아트홀 (2013.09.24 ~ 2013.12.31)
- 《고스트》 오다메 브라운 역 - 디큐브아트센터 (2013.11.24 ~ 2014.06.29)
- 《메디컬 루나틱》 굿닥터 역 - 호원아트홀 (2013.12.20 ~ 2013.12.31)
- 《연극 프랑켄슈타인》 드레이시/마담 프랑켄슈타인 역 - 예술의전당 CJ 토월극장 (2014.10.10 ~ 2014.11.09)
- 《연극 프랑켄슈타인 - 안산》 드레이시/마담 프랑켄슈타인 역 - 안산문화예술의전당 달맞이극장 (2014.11.15 ~ 2014.11.16)
- 《뮤지컬토크콘서트 Who Am I 18》 - 올림푸스홀 (2014.11.27 ~ 2014.11.27)
- 《바람과 함께 사라지다》 마마 역 - 예술의전당 오페라극장 (2015.01.08 ~ 2015.02.15)
- 《바람과 함께 사라지다 - 부산》 마마 역 - 부산시민회관 대극장 (2015.03.17 ~ 2015.03.22)
- 《바람과 함께 사라지다 - 인천》 마마 역 - 인천문화예술회관 대공연장 (2015.04.03 ~ 2015.04.05)
- 《바람과 함께 사라지다 - 진주》 마마 역 - 경상남도문화예술회관 대공연장 (2015.04.11 ~ 2015.04.12)
- 《바람과 함께 사라지다 - 대구》 마마 역 - 대구 계명아트센터 (2015.04.17 ~ 2015.04.18)
- 《명성황후》 박상궁 역 - 예술의전당 오페라극장 (2015.07.28 ~ 2015.09.10)
- 《2015 서울뮤지컬페스티벌 옥션콘서트》 - 충무아트센터 중극장 블랙 (2015.08.23 ~ 2015.08.23)
- 《박완 화음콘서트》 - 국립중앙박물관 극장 용 (2015.09.30 ~ 2015.09.30)
- 《엘리펀트 송》 피터슨 간호사 역 - 수현재씨어터(DCF대명문화공장 3층) (2015.11.13 ~ 2016.01.31)
- 《넥스트 투 노멀》 다이애나 역 - 두산아트센터 연강홀 (2015.12.16 ~ 2016.03.13)
- 《명성황후 - 고양》 박상궁 역 - 고양아람누리 아람극장 (2016.03.11 ~ 2016.03.13)
- 《정영주 콘서트 - 전주》 - 전주 덕진예술회관 (2016.04.01 ~ 2016.04.03)
- 《엘리펀트 송》 피터슨 역 - DCF대명문화공장 1관 비발디파크홀 (2016.04.22 ~ 2016.06.26)
- 《모차르트!》 체칠리아 베버 역 - 세종문화회관 대극장 (2016.06.10 ~ 2016.08.07)
- 《모차르트! - 대구》 체칠리아 베버 역 - 대구 계명아트센터 (2016.08.20 ~ 2016.08.21)
- 《모차르트! - 광주》 체칠리아 베버 역 - 광주 문화예술회관 대극장 (2016.08.27 ~ 2016.08.28)
- 《모차르트! - 김해》 체칠리아 베버 역 - 김해문화의전당 마루홀 (2016.09.03 ~ 2016.09.04)
- 《팬텀》 마담 카를로타 역 - 블루스퀘어 인터파크홀 (구 삼성전자홀) (2016.11.26 ~ 2017.02.26)
- 《박완 콘서트》 - 세종문화회관 대극장 (2016.11.28 ~ 2016.11.28)
- 《Thanks 콘서트》 - 대학로 티오엠 1관 (2017.02.01 ~ 2017.02.05)
- 《팬텀 - 대전》 마담 카를로타 역 - 대전예술의전당 아트홀 (2017.03.04 ~ 2017.03.05)
- 《팬텀 - 광주》 마담 카를로타 역 - 광주 문화예술회관 대극장 (2017.03.11 ~ 2017.03.12)
- 《팬텀 - 부산》 마담 카를로타 역 - 부산문화회관 대극장 (2017.03.18 ~ 2017.03.19)
- 《팬텀 - 대구》 마담 카를로타 역 - 대구 계명아트센터 (2017.03.25 ~ 2017.04.02)
- 《팬텀 - 성남》 마담 카를로타 역 - 성남아트센터 오페라하우스 (2017.04.08 ~ 2017.04.09)
- 《레베카》 반 호퍼 부인 역 - 블루스퀘어 인터파크홀 (구 삼성전자홀) (2017.08.10 ~ 2017.11.18)
- 《2017 더 뮤지컬 페스티벌》 - 난지 한강공원 (2017.09.09 ~ 2017.09.10)
- 《순수의 시대》 밍곳 부인 역 - 프로젝트박스 시야 (2017.10.30 ~ 2017.10.31)
- 《레베카 - 대구》 반 호퍼 부인 역 - 대구 계명아트센터 (2017.11.24 ~ 2017.11.26)
- 《레베카 - 광주》 반 호퍼 부인 역 - 광주 문화예술회관 대극장 (2017.12.01 ~ 2017.12.02)
- 《레베카 - 울산》 반 호퍼 부인 역 - 울산문화예술회관 대공연장 (2017.12.08 ~ 2017.12.10)
- 《레베카 - 부산》 반 호퍼 부인 역 - 부산문화회관 대극장 (2017.12.16 ~ 2017.12.17)
- 《레베카 - 대전》 반 호퍼 부인 역 - 대전예술의전당 아트홀 (2017.12.22 ~ 2017.12.24)
- 《레베카 - 수원》 반 호퍼 부인 역 - 경기도문화의전당 대극장 (2017.12.29 ~ 2017.12.31)
- 《레베카 - 이천》 반 호퍼 부인 역 - 이천아트홀 대공연장 (2018.01.12 ~ 2018.01.14)
- 《땡큐 베리 스트로베리》 엠마 역 - 아트원씨어터 2관 (2018.08.01 ~ 2018.10.28)
- 《베르나르다 알바》 베르나르다 알바 역 - 우란문화재단 우란2경 (2018.10.24 ~ 2018.11.12)
- 《팬텀》 마담 카를로타 역 - 충무아트센터 대극장 (2018.12.01 ~ 2019.02.17)
- 《브로드웨이 42번가》 도로시 브록 역 - 샤롯데씨어터 (2020.6.20 ~ 2020.8.23)
- 《베르나르다 알바》 베르나르다 알바 역 보관됨 2021-01-31 - 웨이백 머신 - 정동극장 (2021.1.22 ~ 2021.3.14.)
- 《킹아더》 모르간 역 - 홍익대 대학로 아트센터 대극장 (2022.3.2 ~ 2022.6.6)
- 《브로드웨이 42번가》 도로시 브록 역 - 예술의전당 CJ토월극장 (2022.11.5 ~ 2023.1.15)

### 드라마
- 2015년 Netflix 오리지널 드라마 《센스 8》
- 2016년 tvN 10주년 특별기획 《시그널》 ... 식당주인 역
- 2016년 SBS 주말특별기획 《끝에서 두번째 사랑》 ... 황자까 역
- 2016년 tvN 불금불토스페셜 《신데렐라와 네 명의 기사》 ... 벌교댁 역
- 2017년 MBC 수목드라마 《자체발광 오피스》 ... 최선녀 역
- 2017년 tvN 수목드라마 《부암동 복수자들》 ... 주길연 역
- 2017년 KBS2 월화드라마 《저글러스》 ... 봉장우의 아내 역
- 2018년 OCN 월화드라마 《그남자 오수》 ... 혜숙 역
- 2018년 tvN 수목드라마 《나의 아저씨》 ... 조애련 역
- 2018년 SBS 드라마 스페셜 《훈남정음》 ... 오두리 역
- 2018년 SBS 주말특별기획 《그녀로 말할 것 같으면》 ... 황 여사 역
- 2018년 MBC 수목드라마 《내 뒤에 테리우스》 ... 전 하원도우미 역 (특별출연)
- 2018년 MBN 수목드라마 《마녀의 사랑》 ... 송 여사 역
- 2018년 tvN 월화드라마 《계룡선녀전》 ... 왕초선녀 역
- 2019년 SBS 금토드라마 《열혈사제》 ... 정동자 역
- 2019년 tvN 월화드라마 《사이코메트리 그녀석》 ... 이화경 역 (특별출연)
- 2019년 MBC 주말특별기획 《황금정원》 ... 신난숙 역
- 2019년 JTBC 월화드라마 《열여덟의 순간》 ... 박금자 역
- 2019년 tvN 불금드라마 《쌉니다 천리마마트》 ... 진상맘 역
- 2020년 MBC 수목드라마 《꼰대인턴》 ... 은혜수 역 (특별출연)
- 2021년 tvN 토일드라마 《빈센조》 ... 재판에서 패소해 기자들에게 화풀이하는 여자 (5회)
- 2021년 Netflix 오리지널 드라마 《무브 투 헤븐: 나는 유품정리사입니다》 ... 오미란 역
- 2021년 SBS 금요드라마 《펜트하우스 3》 … 왕언니 역 (특별출연)
- 2021년 tvN 월화드라마 《하이클래스》 ... 매기 첸 역
- 2021년 KBS2 월화드라마 《꽃 피면 달 생각하고》 ... 대모 역
- 2022년 Disney+ 오리지널 드라마 《너와 나의 경찰수업》 ... 이희숙 역
- 2022년 SBS 월화드라마 《사내 맞선》 ... 한미모 역
- 2022년 MBC 토일드라마 《지금부터, 쇼타임!》 ... 윤민숙 역
- 2022년 JTBC 주말드라마 《나의 해방일지》 - 기정의 앞에 앉아있던 앞 테이블 손님 역 (특별출연)
- 2022년 KBS2 단막극 《KBS 드라마 스페셜 - TV 시네마 귀못》 ... 김 사모 역
- 2023년 MBC 금토드라마 《꼭두의 계절》 ... 계절에게 의료 소송을 건 환자 보호자 역 (특별출연)
- 2023년 Disney+ 오리지널 드라마 《커넥트》 ... 계영란 역
- 2023년 Disney+ 오리지널 드라마 《한강》 … 최 마담 역
- 2023년 MBC 수요드라마 《오늘도 사랑스럽개》 … 신미선 역
- 2024년 tvN 월화드라마 《선재 업고 튀어》 … 박복순 역
- 2024년 JTBC 토일드라마 《낮과 밤이 다른 그녀》 … 임청 역
- 2024년 SBS 금토드라마 《굿파트너》 … 고유순 역
- 2024년 U+모바일 TV 드라마 《타로 : 일곱 장의 이야기》 … 천명주 역
- 2024년 JTBC 토일드라마 《정숙한 세일즈》 … 허영자 역
- 2025년 tvN 토일드라마 《별들에게 물어봐》 … 정나미 역
- 2025년 ENA 월화드라마 《살롱 드 홈즈》 … 추경자 역
- 2025년 tvN 월화드라마 《첫, 사랑을 위하여》 … 고 이장 역

### 영화
- 1994년 《할매캅》
- 2018년 《해피 투게더》 - 아줌마팬 1 역
- 2019년 《첫잔처럼》 - 엄마 역
- 2021년 《큰엄마의 미친봉고》 - 이영희 역
- 2021년 《더블패티》 - 문희정 역
- 2021년 《베르나르다 알바》
- 2022년 《귀못》 - 김사모 역
- 2022년 《심야카페: 미씽 허니》
- 2023년 《아수라장: 범털들의 전쟁》 - 황석미 역
- 2023년 《1947 보스톤》 - 옥림의 어머니 역 (특별출연)
- 2023년 《화사한 그녀》 - 미자 역
- 2023년 《다섯개의 방》 - 부원장 선생님 역
- 2024년 《황야》 - 복부인 역
- 2024년 《모르는 이야기》 - 치과의사 기명 역
- 2024년 《모아나 2》 - 탈라 역 (목소리)

## 예능
- 2019년 5월 11일 JTBC 《아는 형님》 179회 (with. 고준, 안창환)
- 2019년 11월 20일 MBC 《황금어장 라디오스타》- 게스트
- 2022년 1월 19일 MBC  《황금어장 라디오스타》 - 게스트
- 2022년 9월 22일 MBC  《심야괴담회》 - 63회 게스트
- 2023년 10월 24일 MBC  《심야괴담회》 - 96회 게스트
- 2023년 6월 29일 SBS 《꼬리에 꼬리를 무는 그날 이야기》- 85회 게스트
- 미운 우리 새끼

## 수상 및 후보
| 연도 | 시상식                    | 부문        | 작품                                | 결과 |
| ---- | ------------------------- | ----------- | ----------------------------------- | ---- |
| 2005 | 제11회 한국뮤지컬대상     | 여우조연상  | 뱃보이                              | 수상 |
| 2010 | 제16회 한국뮤지컬대상     | 여우조연상  | 빌리 엘리어트                       | 수상 |
| 2011 | 제5회 더 뮤지컬 어워즈    | 여우조연상  | 빌리 엘리어트                       | 수상 |
| 2014 | 제8회 더 뮤지컬 어워즈    | 여우조연상  | 뮤지컬 고스트                       | 후보 |
| 2019 | 제3회 한국뮤지컬어워즈    | 여우주연상  | 베르나르다 알바                     | 수상 |
| 2019 | MBC 연기대상              | 신스틸러상  | 황금정원                            | 후보 |
| 2024 | 제10회 에이판 스타 어워즈 | 여자 연기상 | 선재 업고 튀어, 낮과 밤이 다른 그녀 | 수상 |